# Guido Kratschmer
Guido Kratschmer (República Federal Alemana, 10 de enero de 1953) es un atleta alemán retirado, especializado en la prueba de decatlón en la que llegó a ser subcampeón olímpico en 1976.

## Carrera deportiva
En los JJ. OO. de Montreal 1976 ganó la medalla de plata en la competición de decatlón, consiguiendo 8411 puntos, tras el estadounidense Bruce Jenner que con 8618 puntos batió el récord del mundo, y por delante del soviético Mykola Avilov (bronce).